# Al Hillah
Al Hillah este un oraș din Irak.